# Darwinia peduncularis
Darwinia peduncularis är en myrtenväxtart som beskrevs av Barbara Gillian Briggs. Darwinia peduncularis ingår i släktet Darwinia och familjen myrtenväxter.
Artens utbredningsområde är New South Wales. Inga underarter finns listade i Catalogue of Life.